# Rudolf Cimolini
Rudolf Cimolini, slovenski gradbeni inženir, * 19. september 1915, Ljubljana, † 31. avgust 1985, Ljubljana.
Po diplomi 1942 na gradbenem oddelku ljubljanske Tehniške fakultete je delal na Dolenjskem in Ljubljani. Po koncu vojne se je zaposlil pri podjetju Gradis v Ljubljani, nato pa je postal načelnik operativnega plana pri ministrstvu za gradnje Ljudske republike Slovenije in republiški gradbeni inšpektor. V letih 1954−1981 je deloval v cestni službi, sprva kot direktor Uprave za ceste LRS oziroma Skupnosti cestnih podjetij (1954-1967), nato kot vodja programskega sektorja Cestnega sklada SRS. V strokovni publicistiki je bil pobudnik, avtor ali soavtor 183 knjig, priročnikov, pravilnikov in študij. Bil je začetnik sistematičnega dela  na področju prometnega načrtovanja in razvoja cestnega omrežja na Slovenskem. Vodil je prve študije za predor Karavanke. Bil je častni član Jugoslovanskega združenja za ceste.